# Thư viện Nhà nước Nga
Thư viện Nhà nước Nga, (tiếng Anh: Russian State Library, tiếng Nga: Российская государственная библиотека) là thư viện quốc gia của Nga, nằm ở Moskva. Đây là thư viện lớn nhất nước và lớn thứ năm trên thế giới với bộ sưu tập lên tới 17,5 triệu đầu sách. Nó từng được đặt tên là Thư viện Nhà nước V. I. Lenin của Liên Xô (V. I. Lenin State Library of the USSR) từ 1925 đến khi được đổi tên thành Thư viện Nhà nước Nga vào năm 1992.
Thư viện có hơn 275 km kệ với hơn 43 triệu mục, bao gồm hơn 17 triệu cuốn sách và tập sách, 13 triệu tạp chí, 350 nghìn điểm nhạc và bản ghi âm thanh, 150.000 bản đồ và các mục khác. Những mục đó bằng 247 ngôn ngữ trên toàn thế giới, phần nước ngoài chiếm khoảng 29 phần trăm của toàn bộ bộ sưu tập.
Từ năm 1922 đến năm 1991, ít nhất một bản sao của mỗi cuốn sách được xuất bản ở Liên Xô đã được gửi cùng với thư viện, và thông lệ này được tiếp tục theo cách tương tự vào ngày nay, khi thư viện được pháp luật chỉ định là một thư viện lưu chiểu.